# Sondra bulburin
Sondra bulburin là một loài nhện trong họ Salticidae.
Loài này thuộc chi Sondra. Sondra bulburin được Fred R. Wanless miêu tả năm 1988.